# 泽利姆汗·穆措耶夫
泽利姆汗·阿里科耶维奇·穆措耶夫（羅馬化：Zelimkhan Alikoyevich Mutsoyev；1959年10月13日—）是俄罗斯政治人物，第三、四、五、六、七和八届国家杜马代表。
2016年，他在《福布斯》俄罗斯200位最富有商人排行榜中位列第86位。